# ツェーザリ・クニコフ
ツェーザリ・リヴォヴィチ・クニコフ（ロシア語: Цезарь Львович Куников、1909年6月23日 - 1943年2月14日）は、ソ連の技術者、軍人。ソ連邦英雄。最終階級は海軍少佐。

## 生涯
ロストフ・ナ・ドヌにてユダヤ人機械技師レフ・モイセーエヴィチ・クニコフと元看護士のタチアナ・アブラモウナの子として生まれる。父はハリコフアレクサンドル3世名称実践工科学院（現ハリコフ工科大学）出身でジーメンス・シュッケルト社のハルキウ支社にて整備士として働いていたため、幼少期より各地へ引っ越しを繰り返した。
1918年5月、赤軍の退却に伴いスタヴロポリ地方エセントゥキに移住、北コーカサス赤軍司令部の給仕を経て靴職人として働く。翌年ロストフ・ナ・ドヌに戻り、1920年にコーカサス戦線政治部のスタジオに生徒として入り、宣伝芸術製作を手伝っていたとされる。同年バクーに移住し、タイプライター修理工として働く傍ら学校に通い、その後勉強に専念。1924年、父に連れられペルシアを経てマキイフカの製鉄所で組立工、旋盤工として働くようになる（工場の化学研究所助手だったとも）。1925年春、コムソモールに入団。その年の末には家族ともにモスクワへ渡り、ソユーズ鉛筆工場に就職。最初は製図、彫刻を経て生産主任になる。話術に長けていたため、コムソモール細胞の秘書官と生産会議議長に推薦される。しかしそこで行われる労働者の福利厚生や安全性、技術などの話題について行けず、知識不足を痛感する。
1928年、レニングラードのフルンゼ名称海軍兵学校（現サンクトペテルブルク海軍兵学校）に入学するも病気で退学。長期入院を余儀なくされる。回復後、海軍の予備整備兵となる。
1930年末、モスクワに戻りブレーキ工場で勤務。旋盤工を経て工場のコムソモール委員会の秘書官に選出される。翌年秋、バウマン名称モスクワ機械技術学校（現バウマン記念モスクワ国立工科大学）に入学。この事から半年後にモスクワ・コムソモールにて防衛産業部門主任となったため、一旦休学。1935年、同学校夜間部及びブフノフ名称技術学校を卒業し、技術生産主任技術者および機械技師の資格を得る。モスクワの研磨工場に就職し、3年後には工場の技術主任となった。また、ソ連機械工学人民委員部（Народный комиссариат машиностроения СССР）やソ連重工業人民委員部の技術部長、機械工学中央監督官などの要職に登用され、全国紙「技術」（Машиностроение）にも執行編集者として参加した。これらの功績から、優秀技師記念章を授与される。のち、1942年に従軍記者からのインタビューでこう答えている。

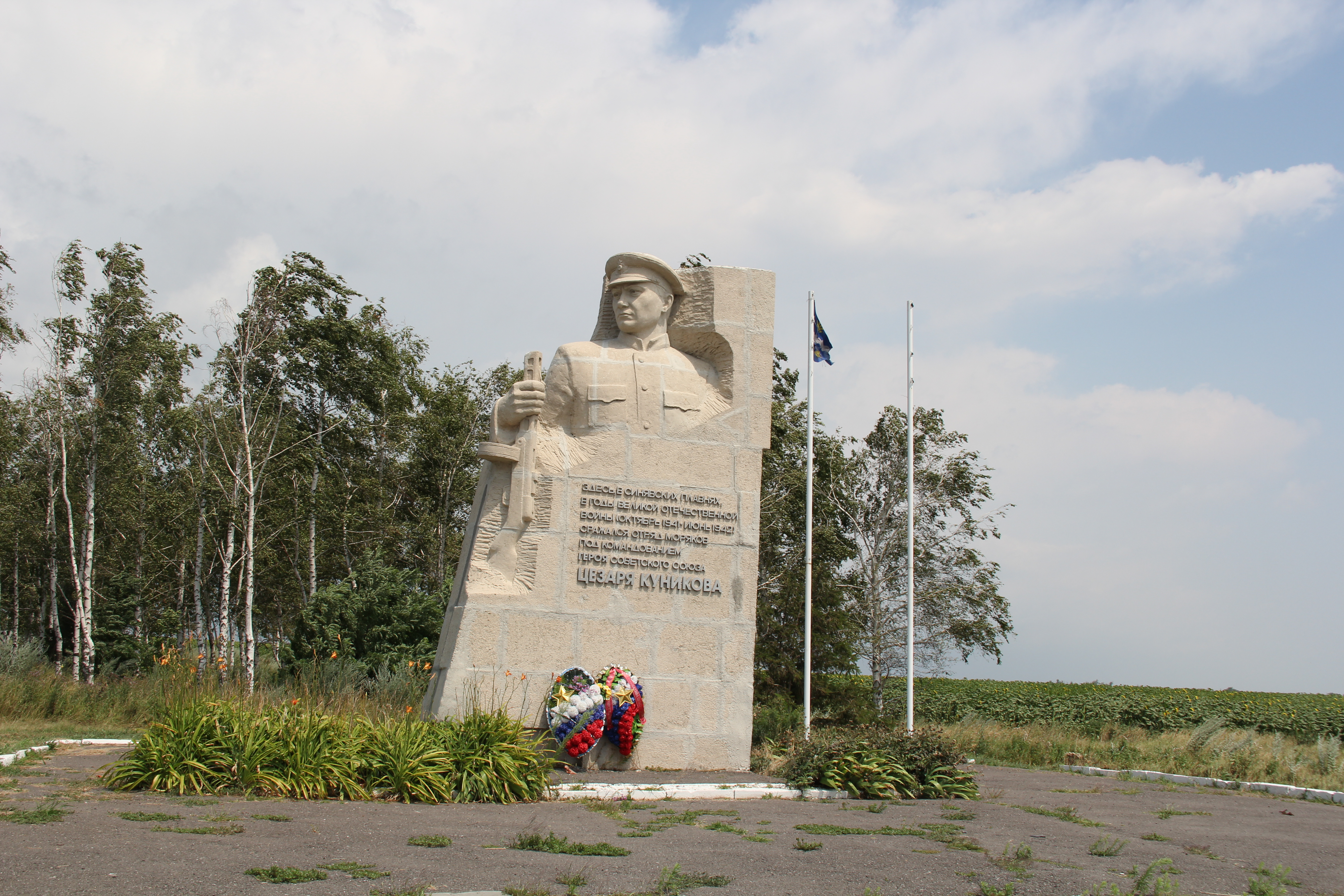
故郷ロストフ・ナ・ドヌにある胸像

大祖国戦争が勃発すると、赤軍へ志願。1941年9月、海軍に転属し第18軍隷下の水上障壁部隊分隊長を経て第14水防アゾフ分遣隊（のち第13警備艇隊に改編）指揮官となりタガンログ、マリウポリで戦闘を展開。のち海軍機動歩兵大隊長となりテムリュク、ケルチ防衛線に参加し、1942年7月黒海軍集団隷下第305独立大隊長となる。
1943年2月3日深夜から4日未明、コーサカス戦線の一環としてドイツ軍のA軍集団からノヴォロシースクを奪還すべく部下275人とともに同郊外ムィスハコ岬の「マーラヤ・ゼムリャ」と呼ばれる地点に上陸。以降、航空部隊による支援を受けつつ戦闘を展開。
2月12日、地雷の爆発に巻き込まれて瀕死の重傷を負い、2日後に死去。ゲレンジークの共同墓地に埋葬された（戦後ノヴォロシースク市内の英雄広場に改葬された）。4月17日、ソ連邦英雄追贈。
当時、ブレジネフがザカフカス方面の政治指導部次長として従軍していた事から、のちに「黒海の隼」「マーラヤ・ゼムリャ」等クニコフの戦いを描いた軍歌が登場した。

## 栄典
- ソ連邦英雄 - 1943年4月17日
- レーニン勲章
- 赤旗勲章
- アレクサンドル・ネフスキー勲章（ロシア語版）
- 優秀技師記念章（ロシア語版）

## 家族
妻ナターリア・ヴァシーリェヴナ・クニコワとの間に一人息子ユーリーがいた。妻はその後ノヴォロシースク海軍基地司令官のゲオルギー・ホロスチャコフと再婚。しかし、1983年、退役軍人を狙った連続強盗殺人の犠牲となる。
ユーリーの娘ナターリア・ユーリェヴナ・クニコワは日本語翻訳家となり、元KGB諜報員ミハイル・リュビモフの息子でジャーナリストのアレクサンドル・リュビモフと結婚。

## ツェーザリ・クニコフを由来とするもの
- 1971年9月26日、タマラ・スミルノワによって発見された小惑星は「2280 クニコフ」と名付けられた。
- 1986年に就航したロプーチャ級揚陸艦23番艦は「ツェーザリ・クニコフ（ロシア語版）」の名を冠するが、ソビエト連邦崩壊後にはロシア海軍に移行された